# 西本駿
西本 駿（にしもと しゅん、1997年4月8日 - ）は、広島県東広島市出身の日本のサッカー選手。

## 来歴

### ジュニア期
幼稚園年長から近所の子と一緒にYMCAでサッカーを始める。それから進級とともに兄と同じ東広島市四十雀サッカークラブリトルティットでプレー。当時の監督である大島治男からサッカーを学び、大きく成長。5年生になると6年生とともにプレーする機会が増え、5年生ながらMFとしてチームの中心選手となった。5年生から持ち味である両足から放たれるシュートと上級生にも負けないフィジカルで市内では名の知れた存在となり、6年生になると市内に留まらず県内でもそこそこ有名な存在にまでなった。2009年、ナショナルトレーニングセンター中国のメンバーに選出され、梅田魁人、三宅海斗、磯江太勢、河上将平らとともにプレー。また、2010年に2009年度に活躍した選手、チーム、サッカーの発展に寄与した人たちが、広島県サッカー協会から表彰される「2010サンクスフェスタ」の年間優秀選手表彰（第4種）に選出される。当時の表彰には佐藤寿人、槙野智章、茶島雄介、野津田岳人らも参加。

### ジュニアユース期
ジュニア期の功績が認められ、中学生時代はサンフレッチェ広島F.Cジュニアユースでプレー。同期には竹本雄飛がいる。中学1年生時には2つ上の学年に川辺駿、宮原和也、浜下瑛らがおり、中学3年生時には1つ下に山根永遠や力安祥吾、2つ下には仙波大志、川井歩、川村拓夢らがいた。2010年、U-13サザンクロスではリーグ優勝に貢献。2011年にはJFAプレミアカップ2011 supported by NIKEの中国地方予選に一つ上の学年の中に帯同するもののチームは全国大会の切符を逃してしまい、自身の初全国大会はお預けとなった。ポジションはSBを中心にMF、FWとさまざまなポジションをこなす。2012年には、所属チームがJFAプレミアカップ2012や第27回クラブユースサッカー選手権（U-15)大会、高円宮杯第24回全日本ユース（U-15）サッカー選手権大会にそれぞれ出場する。しかし、いずれも優勝には届かなかった。

### ユース期
2013年、ユースセレクションに不合格後、直接オファーのあった広島県瀬戸内高等学校の特別進学コースに進学し、サッカー部]に入部。2013年からU-16年代を対象にしたリーグ戦「NIKE LIGA NOVA U-16」ではRSBとしてリーグ準優勝に貢献。高校2年生からはサッカーに集中するため親元を離れ、寮生活を送った。当時の瀬戸内高校サッカー部には浜下瑛や安部裕葵がいた。その後は高円宮杯U-18サッカーリーグ2014 HiFAアドバンスリーグで活動し、日々サッカーに打ち込んだ。しかし、高校3年生になると進学するためにインターハイを最後にサッカーから離れ、勉強に切り替えた。

### 大学
1年間浪人生活を終え2017年、立命館大学スポーツ健康科学部に進学。
FC.SETA 2002 SHIGAスタッフ

## 所属クラブ
- 2010年まで　東広島サッカークラブリトルティット
- 2010年 - 2013年 サンフレッチェ広島F.Cジュニアユース